# 薩默維爾 (喬治亞州)
薩默維爾（英語：Summerville）是一個位於美國喬治亞州查圖加縣的城市。根據2010年美國人口普查，該地人口為4534人，而該地的面積約為10.30平方千米。同時該地也是查圖加縣的縣治。

## 地理
薩默維爾的座標為34°28′47″N 85°20′53″W / 34.47972°N 85.34806°W，而該地的平均海拔高度為198米（即650英尺）。